# Combate naval del lago de Maracaibo
El combate naval del lago de Maracaibo fue un enfrentamiento naval ocurrido el 24 de julio de 1823 entre la escuadra de la República de Colombia liderada por el almirante neogranadino José Prudencio Padilla y la escuadra de la Armada del Reino de España dirigida por el capitán de navío Ángel Laborde y Navarro. 
El combate se libró en las aguas del lago de Maracaibo, estado Zulia, al oeste de la actual Venezuela. Resultó en una victoria decisiva para las fuerzas republicanas, con la captura o destrucción de la casi totalidad de la escuadra española. La derrota de las fuerzas españolas en el Lago fue seguida por la capitulación y entrega de la ciudad de Maracaibo, que había sido ocupada por los realistas en septiembre de 1822 tras la batalla de Salina Rica. Como consecuencia de esta victoria se consolidó definitivamente la independencia de las antiguas colonias españolas de la Nueva Granada y Venezuela, agrupadas bajo la denominación de República de Colombia, quedando como último reducto realista en los territorios independizados la plaza de Puerto Cabello. En Colombia y Venezuela, la batalla se conmemora cada 24 de julio como el Día de la Armada Nacional de Colombia y de la Armada Bolivariana.

## Antecedentes
Después del éxito de la batalla de Garabulla, el 13 de noviembre de 1822, el dominio del capitán general Francisco Tomás Morales sobre Maracaibo parecía asegurado. Sus operaciones militares le habían permitido retener Puerto Cabello, recuperar Coro y animar una rebelión en Santa Marta, aunque había fracasado en conquistar Valencia. El brigadier Sebastián de La Calzada, su segundo al mando, trae el 29 de noviembre sesenta oficiales de Puerto Cabello a Maracaibo (otros trescientos habrían llegado los días anteriores).
Maracaibo se había mantenido al margen del conflicto hasta ese tiempo, no sufriendo ataques patriotas a diferencia de otros bastiones realistas como Coro y Angostura, permitiéndole aportar recursos tributarios al esfuerzo bélico realista. Pero la ciudad sí fue afectada indirectamente al no poder exportar su cacao y café a España y el resto de América. Estratégicamente era importante, el año anterior, gracias al pronunciamiento de unos patriotas locales, la ciudad pasó a la República y esta pudo aislar por vía terrestre a los bastiones monárquicos de Riohacha y Santa Marta del de Coro, pudiendo conquistarlos uno por uno. Sin embargo, el puerto sólo cobro verdadero valor militar al final de la guerra, con la campaña de Morales.
Cuando quiso conquistar Trujillo y Mérida, el capitán general sufrió un nuevo revés. Menos de la mitad de sus 1500 expedicionarios volvieron a Maracaibo. Por aquellas fechas, en enero de 1823, José Antonio Páez impuso un bloqueo a Puerto Cabello aprovechando que la escuadra monárquica estaba en Maracaibo. Para esto tenía los buques Carabobo (24 cañones y 150 tripulantes), Mosquito (18 y 120 respectivamente), Zafiro (18 y 120) y María Francisca (22 y 98), pero el 1 de mayo llegó Ángel Laborde y Navarro con una escuadrilla formada por los navíos Diamante (24 cañones), Casilda (44), Hiena (18), Ceres (32), Constitución (14) y Jacinta (16). El español capturó dos corbetas y puso fin al bloqueo. Posteriormente, en abril, el almirante José Prudencio Padilla centró en Los Taques; eran los bergantines Independiente, Marte y Confianza (de transporte); las goletas Independiente, Espartana, Atrevida, Terror, Criolla, Manuela (realista capturada), Leona y Manuela; tres flecheras; dos lanchas y un bote. Sumaba 929 tripulantes y 96 cañones. A partir de entonces empezó a bloquear el litoral coriano y marabino con cinco bergantines, siete goletas de guerra y numerosas flecheras, bongos, lanchas y botes. El 27 de ese mes, Manuel Manrique desembarca en Gibraltar con 1200 soldados e inicia su marcha hacia Maracaibo con coordinación con Mariano Montilla, que hace lo mismo desde Riohacha con 2500 efectivos a través de la península de la Guajira. El ejército de Montilla en Riohacha disponía de 4000 infantes y 300 jinetes pero solo 3000 estaban disponibles para una campaña. El vicepresidente grancolombiano, Francisco de Paula Santander, afirmaba que se habían tomado importantes medidas desde que Morales había tomado Maracaibo, como ordenar enviar 2000 hombres desde Panamá, incluyendo un escuadrón de apureños, y hacer una leva de 1000 hombres en los «pueblos desafectos» de Santa Marta y Maracaibo. Por último, le ordenó al coronel José María Ortega y Nariño reunir 2000 hombres de la provincia de Tunja, pues se temía que Morales atacara los valles de Cúcuta con una fuerte división.
El 1 de mayo, el teniente coronel republicano José Reyes González "el Cojo", amigo íntimo de Juan de los Reyes Vargas, derrotaba al coronel monárquico Antonio Gómez y Coro pasaba definitivamente a la república. Este último logró escapar y formar una guerrilla de 600 partisanos, pero jamás recuperaría la ciudad. Entre los días 8 y 16 Padilla ocupa Maracaibo aprovechando que Morales incursionaba en la provincia de Coro. Tenía 1000 soldados y 2 cañones para la incursión, pero rápidamente es herido por guerrilleros republicanos durante la marcha. Había dejado a su segundo a cargo de Maracaibo. La resistencia realista en tierras corianas finaliza el 10 de junio con la victoria de Reyes González en Puerto Cumarebo. Seis días después cae en manos patriotas Punta de Palmas (actual Miranda, al este del Lago de Maracaibo).
Según José Manuel Restrepo, la mitad de las tropas que traía Montilla eran reclutas, en cambio, Morales contaba con tres mil veteranos. Según informes británicos, Morales tenía 2000 veteranos bien armados y vestidos para guarnecer los fuertes de Maracaibo, 1000 reclutas sin armas y un escuadrón de caballería desmontado en instrucción. Tomás Pérez Tenreiro afirma que Morales tenía «tres mil infantes y ciento y pico de caballos»; y eso sin contar las partidas guerrilleras de Carora, Bailadores, Cúcuta, Valledupar, Ocaña y la provincia de Santa Marta, la guarnición de Puerto Cabello y la tripulación de su flotilla en el Lago de Maracaibo. Según Rafael Urdaneta eran sólo 2000 hombres. En tanto que Santander dice que «Morales no tendrá ya dos mil hombres pues se le batió en Coro una columna, y le ha quedado cortada otra que envió de refuerzo antes de la ocupación de la laguna». Acorde a Pedro Fermín Cevallos, Morales tenía en las numerosas fortalezas a su mando unos 5000 hombres a inicios de 1823, sin incluir a 500 reclutas corianos que sumó al batallón Valencey.

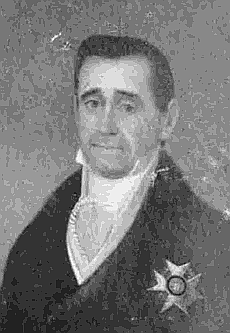
Retrato del capitán general Francisco Tomás Morales.

Maracaibo estaba pasando escasez de víveres al quedar aislada por tierra, mientras Morales debía dividir su atención entre Montilla y Manrique. En la segunda mitad de mayo salió con 2000 seguidores a enfrentar a los 3000 soldados que traía el primero, aprovechando que el segundo había ralentizado su avance por el clima y las guerrillas corianas. Dejó 500 soldados en Maracaibo a cargo de su segundo. También envió un fuerte destacamento a Perijá a apoyar a su guarnición contra las guerrillas patriotas, pero su comandante, Calixto Rodríguez, desertó y acabó causando muchos daños a los realistas.
No hubo batalla. Montilla era acosado permanentemente por los guajiros, sus convoyes con víveres sufrían constantes ataques y todo soldado que quedaba rezagado o se separaba de la columna podía ser dado por muerto. Finalmente, el 15 de junio, al llegar a la estancia de Cojoro (municipio Guajira), el general republicano dio orden de regresar a Riohacha. Por su parte, Morales se limitaba a esperar el auxilio de Laborde y su poderosa escuadra. Para evitar tener que rendirse con el Castillo de San Carlos de la Barra, Morales «propuso evacuar a los 1.800 ó 2.000 hombres que podía tener, transportándolos en tres goletas mercantes, dos flecheras armadas y otras embarcaciones menores rumbo a Coro para, después, pasar a la costa de Caracas». Al mismo tiempo, temía que los fieles contingentes corianos lo depusieran y nombraran en su lugar a La Calzada. Por ello, envió a su lugarteniente a Puerto Cabello.

## Campaña
El 8 de mayo, a las 14:30 horas, Padilla y la escuadra desplegaron las gavias y cruzaron el estrecho de Maracaibo sin problemas, porque Morales había desprovisto de cañones los castillos de San Carlos y San Fernando, obligando a que su guarnición sólo pudiera actuar con fusilería. Durante seis días los navíos patriotas entran sin problemas. La única excepción fue el bergantín Gran Bolívar, que varó cerca de la isla de Zapara, debiéndose trasladar su tripulación, artillería y vituallas a otros buques. Para el día 14, los rebeldes ocupaban con sus navíos las aguas entre los castillos y la boca del río Socuy. Gracias a esto, los republicanos se hacen dueños del interior del Lago.
El 19 de mayo el general Francisco Esteban Gómez salía de Riohacha con el batallón Carabobo (antes Albión) y un escuadrón de caballería. Marcha por la costa guajira hasta llegar al Socuy. Morales salió a enfrentarlo con sus mejores tropas, dejando una pequeña pero cualificada guarnición en Maracaibo a las órdenes del gobernador, coronel Manuel Funguito, el comandante en tierra, coronel Jaime Moreno, y de la escuadra en el puerto, capitán de ejército Pedro Lamaison. La fuerza naval estaba conformada por dos bergantines, cuatro goletas, dos flecheras, tres faluchos y ocho piraguas.

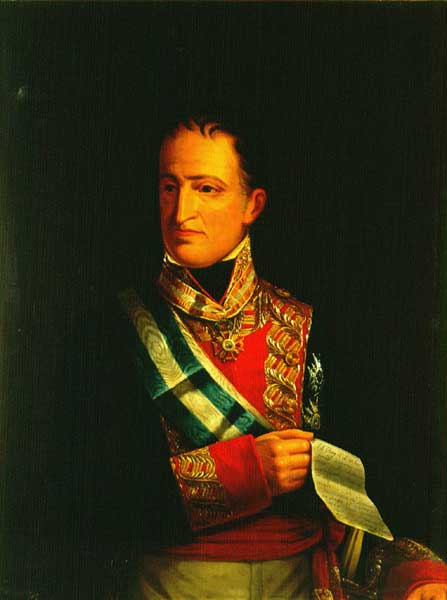
Retrato de Laborde, quien ostentaba los rangos de capitán de navío de la Real Armada, comandante del apostadero de Puerto Cabello y segundo jefe de las fuerzas navales de la América Septentrional.

El 20 de mayo el teniente de navío Francisco de Sales Echeverría ataca en Punta de Palmas a los republicanos, pero es vencido y muerto. El 25 de mayo se daba un combate menor en la Punta de Palma, en la costa oriental del lago, con la flotilla defensora de la ciudad. El capitán de navío Tomás Lizardo ataca a los patriotas pero es obligado a retirarse. Tres días más tarde ocurría otro entre Los Puertos de Altagracia y Capitán Chico, venciendo los republicanos y hundiéndose la flechera Guaireña, lo que forzó a los realistas de Laborde a volver a la isla de Curazao, desde donde zarparon nuevamente el 4 de julio tras hacer reparaciones a los navíos. Diez días después pasaba frente al castillo San Carlos hacia el interior del lago. Después de esos encuentros, los patriotas pasaron en el puerto de Moporo, al este del lago. El 16 de junio se organizó la estructura de mando de sus fuerzas: Padilla dirigiría en el mar y Manrique en la tierra hasta la llegada de Montilla, ambos se comprometieron a coordinar sus operativos.
Mientras tanto, la ciudad sufría un bloqueo de víveres, ya que la mayoría le llegaban vía piraguas. Estaba rodeada de fuerzas revolucionarias: al este, en Coro, estaba el teniente coronel Juan de los Reyes González; al sur, en Gibraltar, el coronel Manuel Manrique; al noroeste, en Sinamaica, el general Gómez; y al norte, en la barra (entrada) del lago, el contraalmirante Padilla. El segundo, Manrique, aprovechó la débiles defensas de Maracaibo para ocuparla brevemente con dos compañías con el apoyo de Padilla, que desembarco un destacamento en La Arriaga (al sur de la ciudad). Tomaron todo lo que pudieran usar contra los realistas y desmantelaron las baterías de las murallas que daban al lago. Posteriormente se retiraron antes que Morales volviera.

## Fuerzas enfrentadas

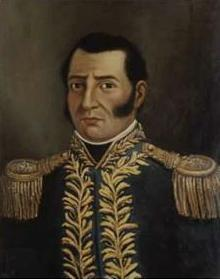
Retrato del Contraalmirante Padilla.

Unidas las fuerzas de Laborde con las de Morales, la Real Armada Española contaba en el Lago con los bergantines-goletas General Riego (ex Maratón) y Esperanza; el bergantín San Carlos; la goleta de gavias Especuladora; las de velacho Zulia, Mariana, María, Cora, Liberal, Estrella, Rayo, María Salvadora y María Habanera; y los pailebotes Guajira y Monserrat. Su artillería sumaba cuatro cañones de 16 pulgadas, dos de a 12, once de a 8, dos de a 6 y nueve de a 4; cuatro obuses de a 18; cuatro carronadas de a 24, dos de a 16, cuatro de a 8 y cuatro de a 6. Su dotación se componía de 497 marineros y 705 infantes de marina. Como fuerza sutil contaban con las flecheras Atrevida y Guaireña; los faluches Resistencia, Mercedes y Brillante; los guairos Vengador, Rayo y Pedrito; y las piraguas Raya, Duende, Papelonera, Esperanza, Feliz Marina, Altagracia, San Francisco y Corbeta. Su poder de fuego venía de una veintena de cañones (dos de a 16, uno de a 10 y el resto de a 4) manejado por 270 infantes y 173 tripulantes.
Las fuerzas de la Gran Colombia formaban una escuadrilla con los bergantines Independiente, Marte y Confianza; y las goletas Leona, Esperanza, Independencia, Emprendedora, Antonio Manuela, Manuela Chitín y Peacock. Les daba apoyo una fuerza sutil de las flecheras Barnesa, Guaireña, Cariaqueña, Tormentos, Voladora y Emprendedora; tres bongos y varios botes armados. Las naves eran tripuladas por 1.195 hombres que contaban con dos carricañones de 9 pulgadas, setenta y ocho de a 18, ocho cañones de a 50, ocho de a 40, uno de a 24, seis de a 18, dos de a 16, cinco de a 12, tres de a 9, dos de a 8 y tres de a 4.
Los comandantes navales españoles, incluido Laborde, advirtieron a Morales de evitar un combate contra una flota materialmente superior pero este les exigió buscar un enfrentamiento decisivo en el mar. Esto es lo que deseaban los republicanos, pues les brindaba la oportunidad única de inmovilizar al ejército enemigo, sabían que para ganar en tierra antes debían hacerlo en el agua. A la larga, este error táctico del capitán general llevaría a que el poderoso ejército terrestre que mandaba tuviera que rendirse sin luchar.

## Combate naval

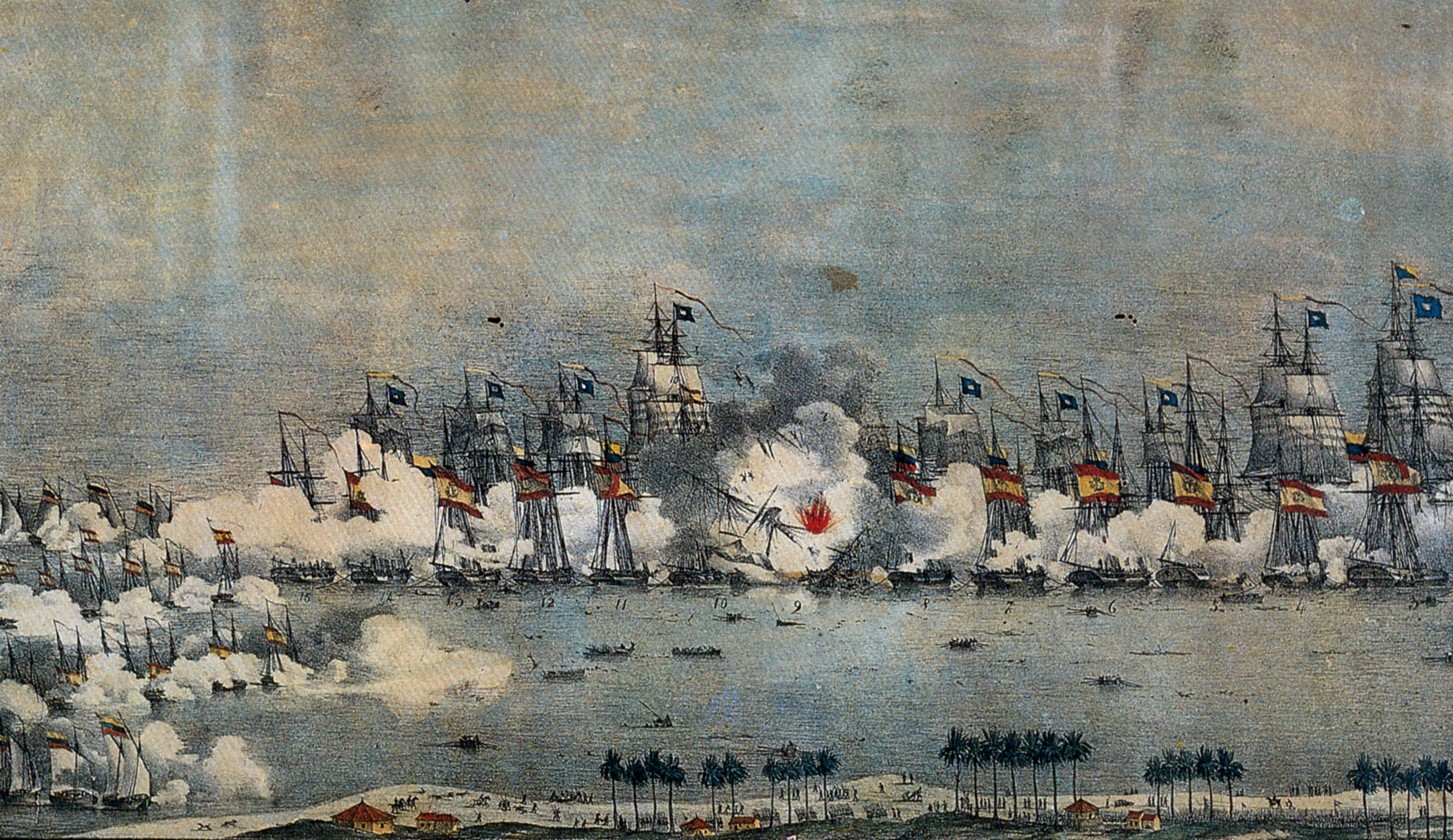
Cuadro de la batalla naval, autor anónimo, pintado hacia 1830.

Los republicanos no hicieron operaciones durante julio hasta el 17, cuando Laborde envió un ultimátum a Padilla que fue rechazado, a partir de entonces empezaron los preparativos para el combate. Laborde estaba fondeado en la ensenada de Zapara esperando el momento para llegar al lado oeste del Lago y fondear en Maracaibo. Los patriotas estaban en los Puertos de Altagracia reponiéndose de los numerosos combates anteriores. El 21 de julio Padilla ocupa posiciones con viento a favor para impedir que Laborde llegué a Maracaibo, pero el esperado combate no se produce. Laborde decidió obedecer las órdenes de su superior y el 22 inicio exploraciones, pues desconocía la profundidad y las corrientes del lago. Durante el proceso algunas de esas naves vararon mientras Padilla intentaba atacar el puerto de Maracaibo con sus fuerzas sutiles, pero este estaba defendido por el resto de la escuadra peninsular.
En la tarde del 23, la escuadra patriota fondea entre Capitán Chico y Bella Vista, al noroeste del lago, en línea de combate. Hubo un intenso cañoneo y Laborde intento iniciar el combate dándose cuenta de que había altas posibilidades de causar serios daños al enemigo pero este retrocedió. El enfrentamiento es corto pero deja muchos muertos y heridos y numerosas naves sufre serios daños en su velamen y arboladura. Los realistas logran llegar en línea de combate a Maracaibo. Los republicanos se reagrupan e intentan atacar en dos ocasiones, pero en ambos casos los vientos cambian repentinamente y deciden retirarse.
Los patriotas permanecieron en vela hasta el anochecer, donde fueron a atracar en Los Puertos de Altagracia, formando en línea paralela a la costa oriental y enviando fuerzas sutiles (naves menores) hasta Punta de Piedra. En cambio, Laborde descendió a tierra y se entrevistó con Morales en Atillo. La discusión fue feroz y quedó desechada la idea de un ataque combinado por la escuadra y el ejército. Acordaron verse nuevamente a la mañana siguiente en La Hoyada. Ahí pasaron las primeras horas del día.
Al amanecer del 24 de julio Padilla se reunía con sus oficiales para determinar el orden de las naves. El Marte a barlovento de la línea y el Independiente a sotavento, este último también era el insignia. A las 11:00 horas el viento empezó a soplar desde el nordeste y la marea estaba a su favor. A las 14:00 Padilla manda a la flota sutil marchar al oeste para atacar el flanco norte del enemigo, 20 minutos después se daba la señal de velar y a las 14:28 formaban para atacar de frente a la flota realista.
Entre tanto, Laborde daba órdenes de rechazar el previsible ataque a cualquier precio, dispuso que la Especuladora fuera su insignia y se dirigió al norte, a la punta Capitán Chico, para mandar a su fuerza sutil que impidiera el flanqueo de su contraparte patriota. Ambas son las primeras en entrar en combate pero Laborde rápidamente comprendió que sus naves eran principalmente de transporte, inútiles ante sus contrapartes. A las 15:15 Padilla hace izar la señal de abordaje en el palo mayor del barco insignia y dejándola así después que las demás naves contestaran afirmativamente. Ahora el comandante de cada barco quedaba en libertad de acción para tomar las decisiones que considerara oportunas según las circunstancias.
A las 15:17 empezaba el avance de la principal flota republicana y a las 15:45 Laborde inicia el fuego de cañón y poco después el de fusilería. Sabiendo que sus naves eran menos maniobrables dadas las condiciones, el español decidió esperar a Padilla. Rápidamente el humo de la pólvora fue contra los monárquicos, que quedaron ciegos y empezaron a disparar al azar. Los republicanos se aproximaron para abrir fuego y cuando estaban a distancia de los baupreses iniciaron el abordaje. El Independiente captura al San Marcos, el Confianza a una goleta, el Marte enfrenta a las goletas Mariana, María y Rayo, la Emprendedora ataca a la Esperanza, cuyo comandante la hace volar en pedazos para evitar la captura, la Manuela Chitty y la Leona enfrentan a la Habanera, la Liberal y la Zulia.
Desde esta última abordan a la Antonia Manuela. Mientras, la población marabina observaba la lucha desde las barriadas del Milagro y la Cotorrera. Cuando se dio cuenta de la derrota, Laborde intento organizar la retirada pero ya era tarde, casi toda su escuadra fue echada a pique y solo consiguieron la Zulia (muy maltrecha), la Especuladora y dos flecheras huir del Lago hacia Puerto Cabello. A las 18:45 los republicanos dejaron de perseguirlos.

## Consecuencias
Los republicanos volvieron a Los Puertos de Altagracia a reparar sus averías mientras que Laborde llegaría hasta la base realista, desde donde finalmente saldría para Cuba. 
Dando todo por perdido, Morales inicio negociaciones que culminaron con su capitulación el 3 de agosto en buenas condiciones: saldría con sus estandartes en alto, sería escoltado por una flota grancolombiana hasta Cuba, recibiría 5000 pesos y sus soldados quedaron libres de elegir si seguir a su comandante o quedarse a vivir bajo régimen republicano. Con este éxito, los patriotas se concentraron en la captura del último reducto realista: Puerto Cabello. El 15 de agosto comienza la evacuación de los monárquicos de Maracaibo. Son enviados a Santiago de Cuba 1000 de los 3000 soldados que mandaba Morales, el resto fue desarmado y se estableció en la ciudad o sus alrededores. Les acompañaron en el viaje al destierro unas 600 familias marabinas.
Más de 1000 civiles buscaron acompañarlos para evitar quedar bajo el régimen republicano, pero los 2000 embarcados no cabían en los 8 buques destinados para su transporte. Todos rogaban no ser dejados atrás. Finalmente, como Padilla no autorizaba contratar más barcos aptos para navegar en alta mar, se decidió dejar 450 soldados y oficiales que harían el viaje a Cuba cuando llegaran los barcos pedidos en Curazao. Familias realistas también saldrían de Coro, Cumaná y Caracas en un proceso que venía desde el inicio del conflicto.
Cerca de 20 000 peninsulares y criollos realistas huyeron entre 1810 y 1826 a Cuba y crearon un fuerte sentimiento proespañol. En 1821 llegaron refugiados desde Coro, en 1822 de Pasto y Quito y en 1823 el ejército de Morales. La llegada tan repentina de un enorme contingente de personas causó rechazo entre los cubanos. Un clérigo menciona como 300 soldados del Leales Corianos, «que podía ser modelo de lealtad y virtud», no fueron aceptados en ningún cuerpo militar en La Habana y devueltos a Venezuela.
La larga guerra se acercaba finalmente a su fin. La devastación fue tal que cerca de un quinto de su población había muerto y los ganados fueron casi completamente exterminados, pues los ejércitos los robaban y mataban continuamente para vivir.

### Decimonónicas
- Baralt, Rafael María; Ramón Díaz (1841). Resumen de la historia de Venezuela, desde el año 1797 hasta el de 1830 II. París: Imprenta de H. Fournier y Cía.
- Castellanos, Rafael Ramón (1982). General de división Mariano Montilla: homenaje en el Bicentenario de su nacimiento, 1782-1982 I. Caracas: Ediciones de la Presidencia de la República. Prólogo de Tomás Polanco Alcántara.
- Cevallos, Pedro Fermín (1886). Resumen de la historia del Ecuador desde su orijen hasta 1845 IV. Guayaquil: Imprenta de la Nación.
- Laborde, Ángel (1823). Contestación del capitán de navío Don Ángel Laborde, segundo jefe de la América septentrional a las inculpaciones que indirectamente le hace... Don Francisco Tomas Morales, ex Capitán General de las provincias de Venezuela en su parte de 31 de Agosto del presente año dirigido al escmo sr. Capitán General de la Isla de Cuba. Nueva York: George Long.
- Martínez Dávila, Francisco (1820). Miscelánea de comercio, artes y literatura. Números 1-177. Madrid: Imprenta de Repullés.
- O'Leary, Daniel Florencio (1880).  Simón B. O'Leary, ed. Memorias del general O'Leary: Correspondencia de hombres notables con el Libertador III. Caracas: Gaceta Oficial.
- Ortega y Nariño, José María (1905). «Apuntes autobiográficos del General D. José María Ortega y Nariño (continuación)». Revista del Colegio Mayor de Nuestra Señora del Rosario (Rosario: Universidad del Rosario) I (10): 617-627.
- Restrepo, José Manuel (1858). Historia de la Revolución de la República de Colombia en la América Meridional III. Besanzón: José Jacquin.
- Torrente, Mariano (1830). Historia de la revolución hispano-americana III. Madrid: Imprenta de León de Amarita.

### Modernas
- Eljuri-Yunes S., Antonio R. (1985). La Batalla Naval del Lago de Maracaibo (4 edición). Caracas: Comandancia General de la Armada.
- Esteves González, Edgar (2007). Batallas de Venezuela, 1810-1824. Caracas: El Nacional. ISBN 978-980-388-074-3.
- Fernández Pascua, Delfina (1992). Últimos reductos españoles en América. Barcelona: Mapfre. ISBN 9788471003126.
- Ibáñez Sánchez, José Roberto (1971). Presencia granadina en Carabobo: Narración histórico militar I. Bogotá: Departamento de Relaciones Públicas del Comando General de las Fuerzas Militares de Colombia.
- Iturbe, Juan (1939). «La Biología de la Llanura Venezolana». Revista de la Sociedad Bolivariana de Venezuela (Caracas: Sociedad Bolivariana de Venezuela) I (2-3).
- Lombardi Boscán, Ángel Rafael (2006). Banderas del rey: La visión realista de la Independencia. Maracaibo: Ediciones del Rectorado, Universidad Católica Cecilio Acosta & Universidad del Zulia. Prólogo de Enrique Martínez Ruiz. ISBN 9789806992153.
- Machado Guzmán, Gustavo (1998). Historia gráfica de la Guerra de Independencia de Venezuela. Caracas: Litografía Tecnocolor.
- Madueño Galán, José María (2012). «El combate naval del lago de Maracaibo». Cuaderno Monográficos (Madrid: Instituto de Historia y Cultura Naval. Dirección de Gonzalo Rodríguez González-Aller. Recopilación de las XLIV Jornadas de Historia Marítima: "La independencia de América española 1812-1828") (65): 51-81.
- Marrero, Leví (1968). Cuba, economía y sociedad: Del monopolio hacia la libertad comercial (1701-1763). Madrid: Editorial San Juan.
- Pérez Ochoa, Eduardo (1982). La guerra irregular en la independencia de la Nueva Granada y Venezuela 1810-1830. Tunja: Vicerrectoría de Investigaciones y Extensión Universitaria de la Universidad Pedagógica y Tecnológica de Colombia & Ediciones La Rana y el Águila.
- Pérez Tenreiro, Tomás (1972). Los sucesos militares de Coro en los años de 1821 y 1822. Caracas: Archivo General de la Nación.
- Reyes, Vitelio (1957). Páez, venezolano integral: biografía: el hombre, el héroe, el magistrado. Caracas: Imprenta Nacional.
- Sonesson, Birgit (2008). Vascos en la diáspora: la emigración de La Guaira a Puerto Rico, 1799-1830. Sevilla: Consejo Superior de Investigaciones Científicas. ISBN 9788400087111.
- Sosa Llanos, Pedro Vicente (1995). Guerra, hacienda y control fiscal en la emancipación de Venezuela, 1810-1830. Caracas: Archivo Histórico de la Contraloría General de la República.
- Thomas, Hugh Swynnerton (1973). Cuba: la lucha por la libertad, 1762-1970. De la dominación española a la dominación norteamericana, 1762-1909. Barcelona: Grijalbo. Edición de Neri Daurella. ISBN 9788425302916.
- Valencia Tovar, Álvaro; José Manuel Villalobos Barradas (1993). Historia de las fuerzas militares de Colombia. Ejército I. Bogotá: Planeta. ISBN 978-9-58614-355-4.
- Vallenilla Lanz, Laureano (1991).  Nikita Harwich Vallenilla, ed. Cesarismo democrático y otros textos. Caracas: Fundación Biblioteca Ayacucho. ISBN 9789802761449.
- Vargas, Francisco Alejandro (1973). Batalla naval de Maracaibo. Caracas: Monte Ávila.